# (10165) 1995 BL2
A (10165) 1995 BL2 egy földközeli kisbolygó. A Spacewatch projekt keretében fedezték fel 1995. január 31-én.

## Kapcsolódó szócikk
- Kisbolygók listája (10001–10500)